# 베노 모이세비치

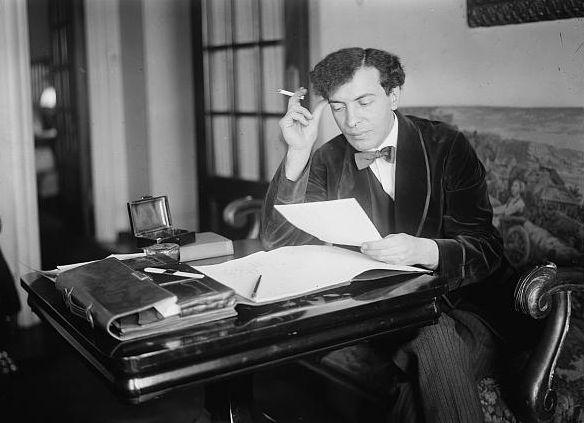
베노 모이세비치

베노 모이세비치(Benno Moiseiwitsch, CBE, 1890년 2월 22일~1963년 4월 9일)는 우크라이나에서 태어난 영국의 피아니스트이다. 테오도르 레셰티츠키의 최후의 제자의 한 사람으로서, 선이 굵고 화려한 연주기교를 보여 영국에서 성공한 비르투오소(virtuoso)형의 피아니스트이다.
오데사에서 태어나 어려서부터 재능을 발휘, 9세 때 루빈스타인 상(Anton Rubinstein Prize)을 받았다. 시어도어 레셰티키의 제자로 있다가 1908년 런던에서 데뷔하여 호평을 받았다.
모이세비치는 화려하고 패기있는 피아니스트로 평가받았다. 특히 터치가 명확하며, 연주가 다소 거북스럽지만 정연하게 곡을 정리해서 연주하여 내면보다도 외면적인 효과에 중점을 두는 피아니스트로 평가되었다. 차이콥스키, 브람스, 라흐마니노프의 협주곡 등의 연주에 뛰어났다.

## 서훈
- 1946년 대영 제국 훈장 3등급(CBE)

모이세비치는 1937년 영국 시민권을 취득하였기 때문에 이 훈장은 외국인대상 정원외 명예훈장이 아닌 정식 훈장이다.